# Patronage Sainte-Anne
Patronage Sainte-Anne ist ein kongolesischer Fußballverein aus der Hauptstadt Brazzaville. Er trägt seine Heimspiele in Stadion Alphonse Massemba-Débat aus.
Der Verein spielt aktuell in der Ligue 1 und konnte 1969 und 1986 zweimal die Meisterschaft gewinnen. Auch den nationalen Pokal 1988 konnte er für sich entscheiden. Durch die Erfolge qualifizierte er sich mehrmals für die afrikanischen Wettbewerbe, schied aber jeweils frühzeitig aus.

## Statistik in den CAF-Wettbewerben
| Saison | Wettbewerb               | Runde    | Gegner            | Gesamt | Hin     | Rück    |
| ------ | ------------------------ | -------- | ----------------- | ------ | ------- | ------- |
| 1969   | CAF Champions Cup        | 1. Runde | Asante Kotoko SC  | 2:6    | 1:5 (A) | 1:1 (H) |
| 1989   | African Cup Winners’ Cup | 1. Runde | Unión Vesper      | 3:0    | 2:0 (H) | 1:0 (A) |
| 1989   | African Cup Winners’ Cup | 2. Runde | Sagrada Esperança | 1:2    | 0:0 (H) | 1:2 (A) |
| 1996   | CAF Cup                  | 1. Runde | SC Kiyovu Sports  | 6:4    | 2:4 (A) | 4:0 (H) |
| 1996   | CAF Cup                  | 2. Runde | KAC Marrakesch    | 0:2    | 0:0 (H) | 0:2 (A) |

Legende: (a) – Auswärtstorregel, (i. E.) – im Elfmeterschießen, (n. V.) – nach Verlängerung